# Cymbidium devonianum
Cymbidium devonianum là một loài thực vật có hoa trong họ Lan. Loài này được Paxton mô tả khoa học đầu tiên năm 1843.

## Hình ảnh

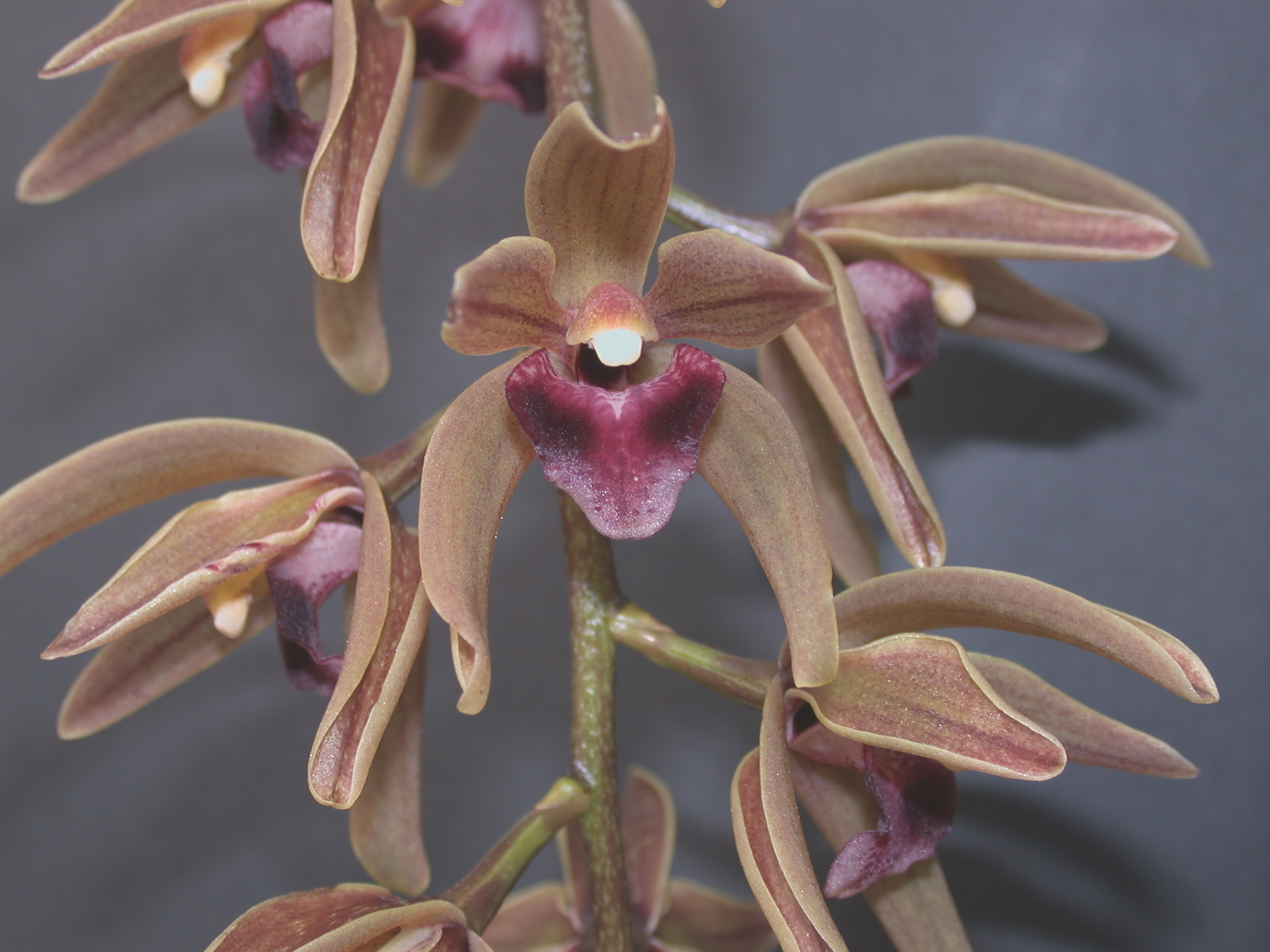